# Adam Bielański (chemik)
Adam Jan Bielański (ur. 14 grudnia 1912 w Krakowie, zm. 4 września 2016 tamże) – polski chemik, profesor nauk chemicznych, nauczyciel akademicki Akademii Górniczo-Hutniczej, a następnie Uniwersytetu Jagiellońskiego, od 1973 członek rzeczywisty Polskiej Akademii Nauk, członek czynny PAU, przewodniczący honorowy Komitetu Chemii PAN. Od roku 1983 pracował w Instytucie Katalizy i Fizykochemii Powierzchni PAN w Krakowie, gdzie był kierownikiem grupy badawczej „Chemiczne i katalityczne własności stałych heteropolikwasów”.

## Życiorys
Urodzony 14 grudnia 1912 r. w Krakowie, w rodzinie Adama Kazimierza, hydrochemika, i Marii z domu Bogdańskiej. Brat Władysława (1911–1982, profesora biologii) i Zofii Bielańskiej-Osuchowskiej (1919–2017, profesor nauk przyrodniczych). Po ukończeniu IV Państwowego Gimnazjum im. H. Sienkiewicza w Krakowie w 1931 r. rozpoczął studia chemiczne na Wydziale Filozoficznym UJ. Dyplom magistra filozofii w zakresie chemii uzyskał w roku 1936. W 1944 r. obronił doktorat na tajnych kompletach, zaś w 1955 r. otrzymał tytuł profesora nadzwyczajnego, a po siedmiu latach profesora zwyczajnego.
W czasie okupacji niemieckiej pracował jako chemik analityk w Miejskiej Pracowni Chemicznej w Krakowie.
W latach 1945–1950 był starszym asystentem i adiunktem w Katedrze Chemii Fizycznej AGH. W roku akademickim 1948/1949 przebywał na rocznym stażu w Imperial College of Science and Technology w Londynie gdzie pod kierunkiem prof. F.C. Tomkinsa prowadził badania procesów hydratacji odwodnionych soli. Uzyskał dyplom tej uczelni.
Był autorem prac i artykułów naukowych dotyczących chemii, szczególnie katalizy chemicznej – nazywany twórcą polskiej szkoły katalizy. Autor podręczników akademickich z zakresu chemii fizycznej i nieorganicznej, w szczególności wielokrotnie wznawianej „Chemii ogólnej i nieorganicznej”, którą w roku 1984 zastąpiły „Podstawy chemii nieorganicznej”. Podręcznik ten stanowi podstawę nauczania chemii nieorganicznej na wielu polskich uczelniach.
Kierowane projekty badawcze MNiSW:
- „Dodekaheteropolikwasy jako katalizatory procesów elektrofilowej addycji do olefin” (1998–2001)
- „Synteza eterów trzeciorzędowych na heteropolikwasach typu Dawsona jako katalizatorach” (2002–2005).

Ostatnia publikacja naukowa, której był współautorem, ukazała się w roku 2015.
Zmarł 4 września 2016 r. Pochowany na cmentarzu Salwatorskim w Krakowie (sektor SC-7-17).

## Ordery i odznaczenia[7][16]
- Krzyż Komandorski z Gwiazdą Orderu Odrodzenia Polski
- Krzyż Oficerski Orderu Odrodzenia Polski
- Krzyż Kawalerski Orderu Odrodzenia Polski
- Złoty Krzyż Zasługi
- Medal 40-lecia Polski Ludowej
- Medal 10-lecia Polski Ludowej (15 stycznia 1955)[17]
- Medal Komisji Edukacji Narodowej
- Medal Jędrzeja Śniadeckiego (1982)
- Medal Jana Harabaszewskiego (1991)
- Medal im. Marii Skłodowskiej-Curie
- Medal „Merentibus” Uniwersytetu Jagiellońskiego
- Srebrny Medal 600-lecia Odnowienia UJ
- Brązowy Medal Cracoviae Merenti (2002)
- Odznaka tytułu honorowego „Zasłużony Nauczyciel Polskiej Rzeczypospolitej Ludowej”
- Złota Odznaka Polskiego Towarzystwa Chemicznego
- Medal Uniwersytetu w Liège
- Medal Bułgarskiej Akademii Nauk

## Wyróżnienia i nagrody
- 1983: doctor honoris causa AGH[18]
- 2001: doctor honoris causa UWr[19]
- 2009: profesor honorowy UJ[20]
- 2012: Nagroda im. Erazma i Anny Jerzmanowskich[21]